# Juris Silovs (atléta)
Juris Silovs, oroszul: Юрий Викентьевич Силов (Kraszlava, 1950. augusztus 30. – 2018. szeptember 28.) olimpiai ezüst- és bronzérmes szovjet–lett atléta, rövidtávfutó.

## Pályafutása
Az 1972-es müncheni olimpián ezüstérmet, 1976-os montréali olimpián pedig bronzérmet szerzett 4 × 100 m váltóban. Az 1974-es fedett pályás Európa-bajnokságon ötödik lett 60 méteren. Az 1974-es Európa-bajnokságon negyedik volt 100 méteren. 1973 és 1977 között három Universiadén vett részt és három arany és egy ezüstérmet nyert.

## Sikerei, díjai
- Olimpiai játékok – 4 × 100 m váltó
  - ezüstérmes: 1972, München
  - bronzérmes: 1976, Montréal